# Osiedle Lubawskie (Iława)
Osiedle Lubawskie – osiedle domków jednorodzinnych w południowej części Iławy (dzielnica przemysłowa).

Położenie na mapie Iławy.

## Ulice osiedla Lubawskiego
Osiedle obejmuje ulice:
- Długa
- Dolna
- Kresowa
- Kręta
- Krótka
- Lubawska (część)
- Nowa
- Poprzeczna
- Słoneczna
- Szeroka
- Usługowa (część)
- Wąska

## Komunikacja
Przez teren osiedla przebiegają trasy 5 linii komunikacyjnych. Są to linie numer: 
- 1 - (Długa-Cmentarz)
- 2 - (Długa-Ogrody)
- 3 - (Długa-Nowa Wieś)
- 5 - (Długa-Sienkiewicza)
- 8 - (Długa-Radomek)

Linie biegną ulicami: Lubawską i Długą. Przy ul. Długiej znajduje się pętla dla linii: 1, 2, 3, 5 i 8.